# Аймантобе
Аймантобе́ (каз. Аймантөбе) — село у складі Байзацького району Жамбильської області Казахстану. Входить до складу Діханського сільського округу.
У радянські часи село називалося Колхоз імені Леніна.
Населення — 1250 осіб (2021; 844 у 2009, 695 у 1999, 588 у 1989).